# Motivo de la cruz

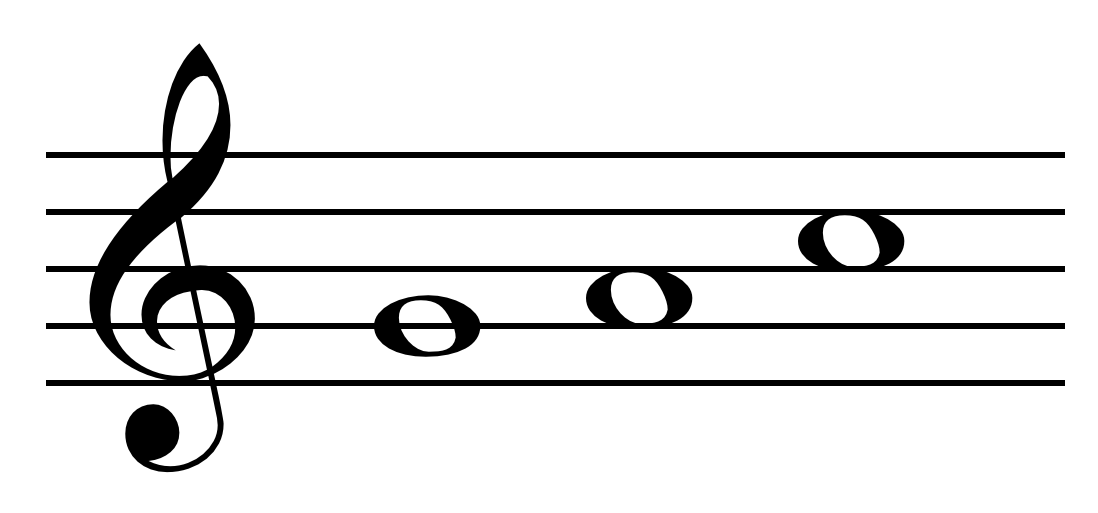
Motivo de la cruz (sol-la-do).

En música, el motivo de la cruz (Crux fidelis) es un motivo usado por Franz Liszt para representar a la cruz cristiana (tonisches Symbol des Kreuzes o símbolo tónico de la cruz) y proviene de las melodías gregorianas.